# CRS (航空)
CRS（英語: computer reservations system）とは、航空機などの座席を予約するためのコンピュータシステムである。もともとは航空会社によって設計・運営されていたが、旅行代理店にも利用が広げられた。作られた時点では集中型システムであったが、分散型システムへと発展。フライト予約のみならずホテルの予約やレンタカー・鉄道・船の手配をエンドユーザー自身が可能であるシステムは、GDS（Global Distribution System）と呼ばれる。

## 概略
予約業務などが煩雑・非効率化してきた対応策として1963年、アメリカン航空とIBMの共同提携によるSABREが導入された。1971年にはApollo（ユナイテッド航空、ガリレオに合流）やPars（トランス・ワールド航空、ワールドスパンに合流）が追随する。
1976年に代理店への開放、1978年の米国航空規制緩和（運賃自由化）によって広く普及していくが、CRSを持つ航空会社が自社便を優先表示させるという自由競争を妨げる行為をした。そのため1984年、DOT（米国運輸省）は、CRSを分離・別会社とするCRS規制法を施行した（2003年に撤廃）。分離されたCRSは航空会社からの予約手数料だけでなく旅行代理店からの端末使用料を得ていたが、他のCRSとの競争上、端末使用料を下げ、予約手数料を上げていく。
2001年の911テロ以降、高い予約手数料を嫌った航空会社はCRSを通さないインターネット販売 へと傾倒していくが、各CRSは多角事業に乗り出し、旅行全般を取り扱えるGDSへと変貌している。

## 主な機能
- フライトスケジュール情報取得
- 空席状況取得
- 運賃照会
- 座席予約
- 発券
- チケット払戻し・キャンセル

## 主要CRS（GDS）

### 三大CRS
- アマデウス (CRS) - アマデウスITグループが運営
- SABRE
- トラベルポート - en:Travelport、傘下にガリレオとワールドスパン

### リージョナル（Regional）CRS
- INFINI [2]
- able（ANA系）
ANAが国内線で使用するCRS。ANAのほか、AIRDO、ソラシドエア、スターフライヤーも利用している。
- AXESS（JAL系）(2021年3月末をもって営業終了)
- Jupiter（スカイマーク）(自社開発)
- アバカス（en:Abacus (GDS)）
- KIU（en:KIU System (CRS&GDS)）
- トラベルスカイ（中国）